# Liao Weidong
Liao Weidong (ur. 10 maja 1976) – chiński zapaśnik walczący w stylu klasycznym. Zajął piąte miejsce na mistrzostwach Azji w 1993. Brązowy medalista igrzysk Azji Wschodniej w 1997 roku.